# Philippe Tarantini
Philippe Tarantini (* 17. August 1965 in La Tronche) ist ein ehemaliger französischer Radrennfahrer und nationaler Meister im Radsport.

## Sportliche Laufbahn
Tarantini war im Bahnradsport und im Straßenradsport aktiv. 1988 siegte er in der nationalen Meisterschaft im Steherrennen. Im Punktefahren wurde er 1988 und 1991 Vizemeister. 1988 und 1991 wurde er Dritter in der Meisterschaft im Sprint der Profis. Bei den Europameisterschaften im Bahnradsport gewann Tarantini 1989 Bronze im Zweier-Mannschaftsfahren und 1990 Silber im Zweier-Mannschaftsfahren sowie Bronze im Omnium. 1991 gewann er mit Jean-Claude Colotti das Sechstagerennen von Grenoble.
Auf der Straße gewann Tarantini 1986 eine Etappe der Trois Jours de Cherbourg. 1992 wurde er nach einer positiven Dopingprobe sanktioniert.